# Бужиу
Бужиу (порт. Ilha do Bugio) — один из островов архипелага Мадейра, Португалия. Остров расположен в Атлантическом океане у западного побережья Северной Африки, к юго-востоку от острова Мадейра. Входит в состав Макаронезии.

## Описание
Площадь острова 3 км². Высота над уровнем моря 338 метров, а максимальная высота 411 метров. В самом широком месте острова ширина достигает 700 метров.
На юго-восточном конце острова расположен маяк.
На острове есть много вымирающих видов животный и растений, например, вид птиц Тайфунник Гон-Гон, занесённый в красную книгу.